# Hoa Lư (huyện)
Hoa Lư là một huyện cũ thuộc tỉnh Ninh Bình, Việt Nam. Năm 2025, huyện này được sáp nhập với thành phố Ninh Bình cũ để thành lập thành phố Hoa Lư.

## Địa lý
Trước khi giải thể vào năm 2025, huyện Hoa Lư nằm ở trung tâm tỉnh Ninh Bình, cách thành phố Ninh Bình 8 km, cách thủ đô Hà Nội 85 km, có vị trí địa lý:
- Phía đông giáp thành phố Ninh Bình và huyện Yên Khánh
- Phía tây giáp huyện Gia Viễn và huyện Nho Quan
- Phía nam giáp thành phố Tam Điệp và huyện Yên Mô
- Phía bắc và đông bắc giáp huyện Ý Yên, tỉnh Nam Định với ranh giới tự nhiên là sông Đáy.

Huyện Hoa Lư thuộc vùng bán sơn địa, có những dãy núi đá vôi ngập nước được hình thành từ lâu tạo nên những cảnh quan đẹp như quần thể di sản thế giới Tràng An gồm Tam Cốc - Bích Động, cố đô Hoa Lư, khu du lịch sinh thái Tràng An, Thung Nham,... thuộc Quần thể di tích Cố đô Hoa Lư được hình thành và lưu giữ từ hơn 1.000 năm trước.

Về sông ngòi, huyện Hoa Lư giáp với hai con sông lớn là sông Đáy và sông Hoàng Long ở phía bắc, sông Sào Khê và sông Chanh chảy dọc huyện nối sông Hoàng Long với sông Vân.

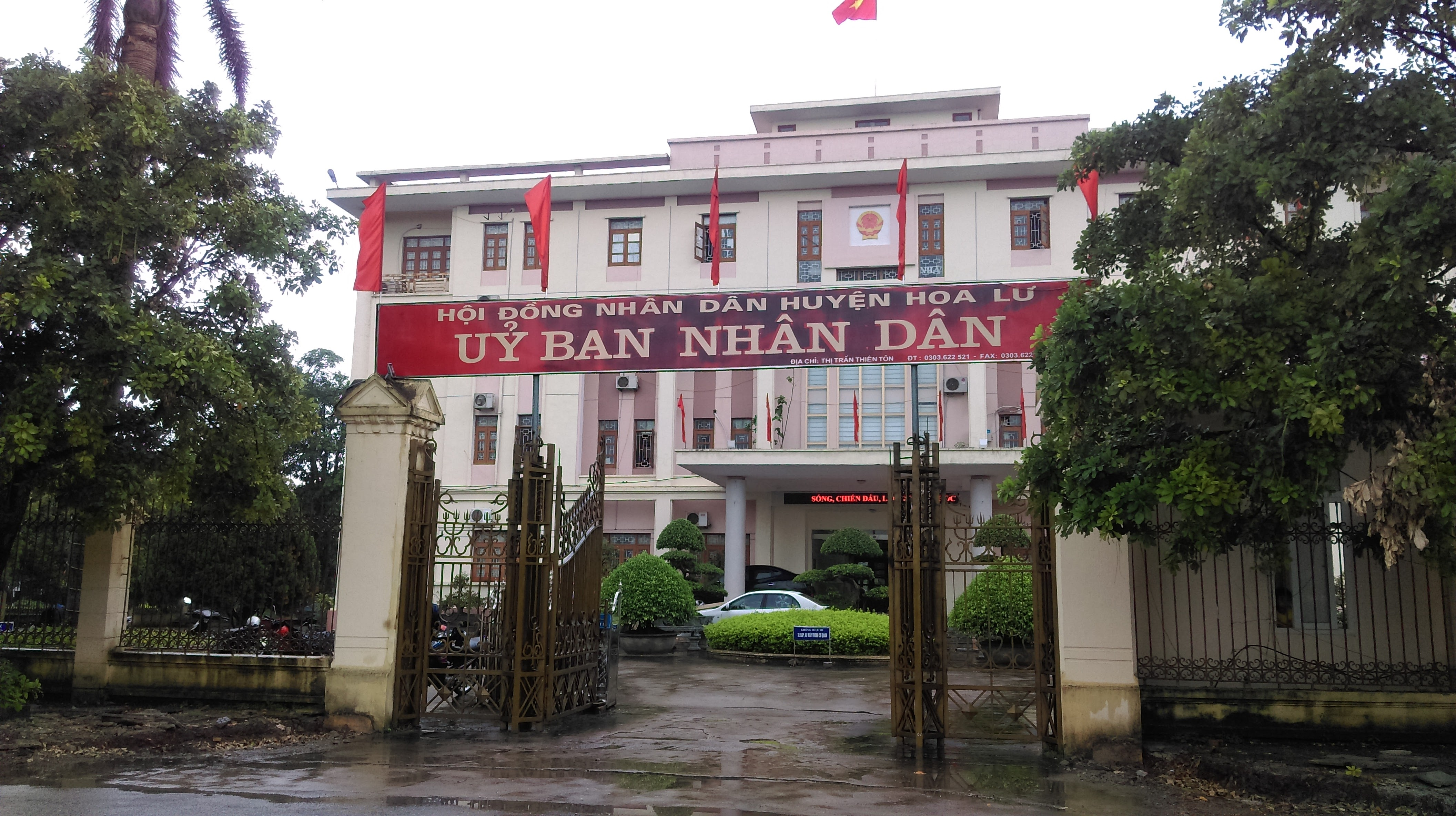
UBND huyện Hoa Lư cũ

## Lịch sử
Địa bàn huyện Hoa Lư hiện nay trước đây vốn là huyện Gia Khánh thuộc tỉnh Ninh Bình. Huyện Gia Khánh được thành lập vào năm Thành Thái thứ 18 (1906) trên cơ sở tách 4 tổng của huyện Gia Viễn và 4 tổng của huyện Yên Khánh.
Huyện Hoa Lư được thành lập năm 1907 và mang tên kinh đô Hoa Lư của Việt Nam thế kỷ X vì phần lớn các di tích của Cố đô Hoa Lư hiện nay nằm trên huyện này.
Tháng 9 năm 1954, các xã Gia Thành và Gia Trường thuộc huyện Gia Viễn; các xã Thiện Dưỡng, Đam Khê và Hải Nham thuộc huyện Yên Mô được sáp nhập vào huyện Gia Khánh.
Ngày 27 tháng 12 năm 1975, Quốc hội ban hành Nghị quyết về việc thành lập tỉnh Hà Nam Ninh trên cơ sở tỉnh Ninh Bình và tỉnh Nam Hà. Khi đó, huyện Gia Khánh thuộc tỉnh Hà Nam Ninh.
Ngày 23 tháng 2 năm 1977, Bộ trưởng Phủ thủ tướng ban hành Quyết định số 617-VP18 về việc sáp nhập thôn Nguyên Ngoại của xã Ninh Hòa vào xã Ninh Nhất.
Ngày 27 tháng 4 năm 1977, Hội đồng Chính phủ ban hành Quyết định số 125-CP về việc:
- Thành lập huyện Hoa Lư trên cơ sở hợp nhất huyện Gia Khánh và thị xã Ninh Bình.
- Chuyển thị xã Ninh Bình thành thị trấn Ninh Bình – thị trấn huyện lỵ huyện Hoa Lư.

Khi mới thành lập, huyện Hoa Lư có thị trấn Ninh Bình và 17 xã: Ninh An, Ninh Giang, Ninh Hải, Ninh Hòa, Ninh Khang, Ninh Khánh, Ninh Mỹ, Ninh Nhất, Ninh Phong, Ninh Phúc, Ninh Sơn, Ninh Thắng, Ninh Thành, Ninh Tiến, Ninh Vân, Ninh Xuân, Trường Yên.
Ngày 9 tháng 4 năm 1981, Hội đồng Chính phủ ban hành Quyết định số 151-CP về việc tách thị trấn Ninh Bình thuộc huyện Hoa Lư để tái lập thị xã Ninh Bình.
Huyện Hoa Lư còn lại 17 xã trực thuộc. Trụ sở huyện chuyển về xã Ninh Khánh.
Ngày 17 tháng 12 năm 1982, Hội đồng Bộ trưởng ban hành Quyết định số 200-HĐBT về việc chuyển xã Ninh Thành (trừ 20 ha đất của thôn Phúc Ám) vào thị xã Ninh Bình.
Ngày 26 tháng 12 năm 1991, Quốc hội ban hành Nghị quyết về việc chia tỉnh Hà Nam Ninh thành tỉnh Ninh Bình và tỉnh Nam Hà. Khi đó, huyện Hoa Lư trực thuộc tỉnh Ninh Bình.
Ngày 2 tháng 11 năm 1996, Chính phủ ban hành Nghị định số 69-CP về việc sáp nhập 234,09 ha diện tích tự nhiên và 6.460 nhân khẩu của huyện Hoa Lư bao gồm: 29,97 ha diện tích tự nhiên và 855 nhân khẩu của xã Ninh Khánh; 44,87 ha diện tích tự nhiên và 1.207 nhân khẩu của xã Ninh Tiến; 29,60 ha diện tích tự nhiên và 498 nhân khẩu của xã Ninh Phong; 102,35 ha diện tích tự nhiên và 2.290 nhân khẩu của xã Ninh Sơn; 27,30 ha diện tích tự nhiên và 1.610 nhân khẩu của xã Ninh Phúc vào thị xã Ninh Bình quản lý.
Sau khi điều chỉnh, huyện Hoa Lư còn lại diện tích tự nhiên 13.665,32 ha và 107.858 nhân khẩu.
Ngày 31 tháng 10 năm 2003, Chính phủ ban hành Nghị định số 126/2003/NĐ-CP về việc thành lập thị trấn Thiên Tôn – thị trấn huyện lỵ huyện Hoa Lư trên cơ sở 200 ha diện tích tự nhiên và 3.621 người của xã Ninh Mỹ; 13,33 ha diện tích tự nhiên và 729 người của xã Ninh Khang và 2,59 ha diện tích tự nhiên của xã Ninh Giang.
Ngày 9 tháng 1 năm 2004, Chính phủ ban hành Nghị định số 16/2004/NĐ-CP về việc sáp nhập các xã: Ninh Phong, Ninh Khánh, Ninh Nhất, Ninh Tiến, Ninh Phúc, Ninh Sơn thuộc huyện Hoa Lư vào thị xã Ninh Bình quản lý.
Sau khi điều chỉnh địa giới hành chính mở rộng thị xã Ninh Bình, huyện Hoa Lư còn lại 10.343,20 ha diện tích tự nhiên và 66.356 nhân khẩu, có 11 đơn vị hành chính trực thuộc, bao gồm 10 xã: Trường Yên, Ninh Hòa, Ninh Giang, Ninh Mỹ, Ninh Khang, Ninh Xuân, Ninh Vân, Ninh Hải, Ninh An, Ninh Thắng và thị trấn Thiên Tôn.
Đến cuối năm 2023, huyện Hoa Lư có 11 đơn vị hành chính cấp xã trực thuộc, bao gồm thị trấn Thiên Tôn và 10 xã: Ninh An, Ninh Giang, Ninh Hải, Ninh Hòa, Ninh Khang, Ninh Mỹ, Ninh Thắng, Ninh Vân, Ninh Xuân, Trường Yên.
Ngày 10 tháng 12 năm 2024, Ủy ban Thường vụ Quốc hội ban hành Nghị quyết số 1318/NQ-UBTVQH15 về việc sắp xếp đơn vị hành chính cấp huyện, cấp xã của tỉnh Ninh Bình giai đoạn 2023 – 2025 (nghị quyết có hiệu lực từ ngày 1 tháng 1 năm 2025). Theo đó, thành lập thành phố Hoa Lư thuộc tỉnh Ninh Bình trên cơ sở thành phố Ninh Bình và huyện Hoa Lư.

## Kinh tế - xã hội

### Nông nghiệp
Hoa Lư là một huyện thuộc vùng chiêm trũng, kinh tế nông nghiệp không phát triển như các huyện ven biển Yên Khánh và Kim Sơn. Nghề chăn nuôi dê núi và thủ công truyền thống phát triển khá mạnh.

### Công nghiệp
Hoa Lư hiện có 3 cụm công nghiệp tập trung:
- Cụm công nghiệp Ninh Khánh nằm ở phía bắc thành phố Ninh Bình thuộc quy hoạch mở rộng thành phố Ninh Bình với diện tích là 20 ha. Nằm gần trung tâm, cơ sở hạ tầng tốt, địa hình bằng phẳng. Đây là nơi chủ yếu bố trí sản xuất công nghiệp nhẹ.
- Cụm công nghiệp Ninh Tiến thuộc xã Ninh Tiến với diện tích là 65 ha. Rất thuận lợi về giao thông đường thủy. Lĩnh vực sản xuất chính: Chế biến, sản xuất đá mỹ nghệ, vật liệu đá cao cấp và công nghiệp, cơ khí vận tải thủy.
- Cụm công nghiệp Thiên Tôn nằm ở phía bắc thị trấn Thiên Tôn với diện tích là 50 ha. Thuận lợi: Cách trung tâm tỉnh 5 km, giáp Quốc lộ 1, cơ sở hạ tầng tốt, địa hình bằng phẳng. Lĩnh vực bố trí: Công nghiệp dệt may, gia công chế biến hàng thủ công mỹ nghệ và các cơ sở chế biến nông, lâm, thủy sản, thực phẩm.

### Làng nghề
Hoa Lư có các làng nghề như: chế tác đá mĩ nghệ, làm cốt chăn bông (nay đã mai một), thêu ren, xây dựng và một số nghề mới trong lĩnh vực du lịch, dịch vụ, tiểu thủ công nghiệp,... Đáng chú ý có nghề chế tác và chạm khắc đá mỹ nghệ ở Ninh Vân. Xã Ninh Vân có 13 làng thì có tới 12 làng là làng nghề và làng có nghề chạm khắc và chế tác đá mĩ nghệ là: Vũ Xá, Xuân Phúc, Xuân Thành, Tân Dưỡng 1, Tân Dưỡng 2, Dưỡng Thượng, Dưỡng Hạ, thôn Hệ, thôn Thượng, Đồng Quan, Phú Lăng, Chấn Lữ. Trong đó, có 3 làng nghề truyền thống chế tác đá mĩ nghệ là: Xuân Vũ, Dưỡng Thượng, Dưỡng Hạ. Ngoài ra, huyện phát triển rộng khắp nghề chăn nuôi dê núi trong đó nhiều nhất là ở các xã Ninh Hải, Trường Yên, Ninh Hòa. Các làng nghề, làng có nghề, nghề phụ ở huyện:
- Làng nghề chế tác đá mĩ nghệ Xuân Vũ
- Làng nghề thêu ren Văn Lâm
- Nghề xây dựng, dịch vụ du lịch Trường Yên
- Làng nghề chế tác đá mĩ nghệ Dưỡng Hạ
- Nghề dịch vụ du lịch, nuôi dê Ninh Hải
- Nghề làm cốt chăn bông Nhân Lý
- Nghề nuôi dê núi ở Ninh Hòa
- Làng nghề chế tác đá mĩ nghệ Dưỡng Thượng.

### Rừng đặc dụng Hoa Lư
Rừng đặc dụng Hoa Lư có tên gọi đầy đủ là khu rừng văn hóa lịch sử môi trường Hoa Lư, được thành lập ngày 19/05/1995. Hoa Lư có trong danh lục các khu rừng đặc dụng Việt Nam đến năm 2010 được xây dựng bởi Cục Kiểm lâm – Bộ NN&PTNT với diện tích 5.624 ha. Khu văn hóa lịch sử Hoa Lư khi thành lập gồm phần đất thuộc các xã Ninh Hải, Trường Yên, Ninh Xuân, Ninh Hòa thuộc huyện Hoa Lư và xã Ninh Nhất thuộc thành phố Ninh Bình. Hiện nay, khu vực này đã được mở rộng về phía Tây đến tận sông Bến Đang. Địa hình của khu văn hóa lịch sử này điển hình là một vùng cát-tơ đá vôi trồi lên giữa vùng đồng bằng ven biển tương đối bằng phẳng của miền Bắc Việt Nam. Vùng đá vôi nổi lên này nằm xen kẽ với hàng loạt các khe suối có nước thường xuyên và các thung lũng ngập nước theo mùa. Độ cao so với mực nước biển của vùng từ 10 đến 281 m.
Thảm thực vật tự nhiên ở Hoa Lư là rừng trên núi đá vôi và rừng thường xanh trên đất thấp ở các thung lũng đan xen giữa các vùng đá vôi. Theo kết quả điều tra của Viện Điều tra Quy hoạch Rừng (FIPI) và Chi cục Kiểm lâm Ninh Bình trong các năm 1999–2000, tổng số có 577 loài thực vật bậc cao có mặt đã được ghi nhận. Có 10 loài thực vật quý hiếm được ghi trong Sách Đỏ Việt Nam đã ghi nhận trong thời gian điều tra trong đó có Tuế đá vôi.
Khu Văn hóa Lịch sử Hoa Lư có hàng loạt các giá trị lịch sử, văn hoá và du lịch. Dưới triều đại nhà Đinh vào thế kỷ X, Hoa Lư đã được chọn là kinh đô của Việt Nam, khu vực này sau đó vẫn tiếp tục là kinh đô dưới thời Tiền Lê. Có rất nhiều đền chùa ở khu vực này, chủ yếu là thời các vua của Việt Nam trong giai đoạn này. Có khá nhiều hang động ở khu vực trong đó có Tràng An, Tam Cốc, Bích Động. Có những con sông chảy qua vùng Tam Cốc và Tràng An để du khách có thể đi thăm khu vực này bằng thuyền. Trên thực tế, Tam Cốc, Tràng An và các di tích lịch sử khác là những tuyến du lịch nổi tiếng.
Hoa Lư có các chợ sau là được xếp hạng chợ loại 2, 3 ở Ninh Bình:
- Chợ Bạch Cừ: Thôn Bạch Cừ, xã Ninh Khang.
- Chợ Cầu Đông: Quốc lộ 38B, xã Trường Yên.
- Chợ Đồng Văn: Đam Khê Ngoài, xã Ninh Hải.
- Chợ Hệ: Lăng Hạ, xã Ninh Vân.
- Chợ La Mai: La Mai – Linh Quang, xã Ninh Giang.
- Chợ Ninh Mỹ: Lô Ninh Mỹ, xã Ninh Mỹ.
- Chợ Yên: Bộ Đầu, xã Ninh An.

Theo Quyết định số 2179/QĐ-UBND ngày 17/9/2007 của UBND tỉnh Ninh Bình về việc phê duyệt Quy hoạch giao thông đường thủy nội địa tỉnh Ninh Bình đến năm 2015 và định hướng phát triển đến năm 2020 thì Hoa Lư có các cảng và các bến đò đường thủy sau:
- Cảng Hệ Dưỡng thuộc xã Ninh Vân.
- Cảng Cầu Yên thuộc xã Ninh An.
- Các bến cảng sông khác: bến La Mai, bến Trường Yên, bến phân lân Cầu Yên.

Dưới đây là danh sách các bến đò ở Hoa Lư:
| Tên bến đò        | Vị trí     | Sông            | Lý trình | Mức độ liên kết | Giai đoạn |
| ----------------- | ---------- | --------------- | -------- | --------------- | --------- |
| Bến đò Chủ        | Ninh An    | Sông Vạc        | 4        | Liên xã         | 2010-2015 |
| Bến đò Bãi Trữ    | Ninh Giang | Sông Hoàng Long | 2        | Liên xã         | 2010-2015 |
| Bến đò Trường Yên | Trường Yên | Sông Đáy        | 6        | Liên xã         | 2010-2015 |
| Bến đò La Mai     | Ninh Giang | Sông Đáy        | 81       | Liên Tỉnh       | 2016-2020 |
| Bến đò Quỹ Độ     | Ninh Khang | Sông Đáy        | 83       | Liên huyện      | 2016-2020 |
| Bến đò Trường Yên | Trường Yên | Sông Hoàng Long | 6        | Liên xã         | 2016-2020 |

## Dân số
Huyện Hoa Lư có 7% dân số theo đạo Thiên Chúa.
Huyện Hoa Lư có diện tích 109,77 km², dân số năm 2019 là 71.839 người, mật độ dân số đạt 654 người/km².
Huyện Hoa Lư có diện tích 103,49 km², dân số năm 2021 là 74.012 người, mật độ dân số đạt 715 người/km².
Huyện Hoa Lư có diện tích 103,49 km², dân số quy đổi tính đến ngày 31/12/2023 là 83.613 người, mật độ dân số đạt 807 người/km².
Huyện Hoa Lư có diện tích 103,48 km², dân số tính đến ngày 31/12/2023 là 101.562 người, trong đó: dân số thường trú là 82.607 người và dân số tạm trú quy đổi là 18.955 người.

## Văn hóa cố đô Hoa Lư
Khu di tích quốc gia đặc biệt Cố đô Hoa Lư có diện tích hơn 13 km², gần bằng 1/10 diện tích huyện Hoa Lư. Mặt khác, một phần nhỏ của Cố đô Hoa Lư nằm trên địa phận thành phố Ninh Bình và huyện Gia Viễn. Vì vậy khái niệm huyện Hoa Lư và Cố đô Hoa Lư chỉ mang tính tương đối về chủ thể, một là địa danh hành chính và một là địa danh lịch sử. Hoa Lư là vùng đất nổi tiếng của Việt Nam với truyền thống lịch sử vẻ vang, từng là kinh đô đầu tiên của nước Đại Cồ Việt – kinh đô Việt Nam thống nhất ở thế kỷ X, nơi phát tích ba triều đại nhà Đinh, nhà Lê và nhà Lý với 6 vị vua: Đinh Tiên Hoàng, Đinh Phế Đế, Lê Đại Hành, Lê Trung Tông, Lê Long Đĩnh và Lý Công Uẩn.

### Lễ hội
- Lễ hội cố đô Hoa Lư là lễ hội cấp vùng diễn ra vào đầu tháng 3 âm lịch tại sân khấu lễ hội khu di tích lịch sử văn hoá cố đô Hoa Lư tưởng nhớ công ơn các vị vua tại Hoa Lư như: Đinh Tiên Hoàng, Lê Đại Hành,...
- Lễ hội đền Thái Vi diễn ra vào giữa tháng 3 âm lịch để tưởng nhớ công ơn của các vị vua nhà Trần.
- Làng nghề truyền thống: Thêu ren Văn Lâm Ninh Hải, đá mỹ nghệ Ninh Vân,...

## Du lịch
Hoa Lư có 3 di tích quốc gia đặc biệt là hang động Tràng An, khu du lịch Tam Cốc – chùa Bích Động và Cố đô Hoa Lư được quy hoạch chung thành Quần thể danh thắng Tràng An. Tiềm năng vị trí và du lịch lớn kéo theo các hoạt động kinh tế của huyện phát triển mạnh như: các khu công nghiệp, khai thác đá, làng nghề truyền thống,...

### Điểm du lịch
Hoa Lư là một huyện giàu tiềm năng du lịch, mảnh đất một thời là kinh đô của nước Đại Cồ Việt. Hoa Lư có địa hình thuộc vùng bán sơn địa, là nơi chuyển tiếp giữa miền rừng núi và đồng bằng nên có rất nhiều các hang động, thắng cảnh thuận lợi phát triển du lịch. Ngày nay, Hoa Lư được biết đến với các khu du lịch nổi tiếng sau:
- Khu du lịch Tam Cốc - Bích Động là khu du lịch trọng điểm quốc gia Việt Nam với nhiều điểm du lịch thắng cảnh như: Tam Cốc, xuyên thủy động, động Tiên, thung Nắng, thung Nham, vườn chim và các di tích: chùa Bích Động, đền Thái Vi, Cố Viên Lầu,...
- Khu di tích lịch sử văn hóa cố đô Hoa Lư với các di tích: đền Đinh – Lê, đền thờ công chúa Phất Kim, chùa Nhất Trụ, phủ Đông Vương, phủ Vườn Thiên, động Thiên Tôn, động Hoa Sơn, các làng cổ Trường Yên như: làng cổ Yên Thành, làng cổ Yên Thượng,...
- Khu du lịch sinh thái Hang động Tràng An với các hang động, thung nước, núi non, rừng sinh thái và các di tích đền, phủ từ thời Đinh – Lê thuộc quần thể di sản thế giới Tràng An.
- Khu du lịch sinh thái Thung Nham với điểm nhấn là vườn chim tự nhiên và các hang động như: động Vái Giời, động Thủy Cung, động Tiên Cá, động Ba Cô, Hang Bụt,...

Huyện Hoa Lư có nhiều di sản đặc sắc như: Quần thể di sản thế giới Tràng An với cố đô Hoa Lư, Tam Cốc – Bích Động, Khu du lịch sinh thái Tràng An, Thung Nham, Động Thiên Hà,... di tích quốc gia đặc biệt Núi Non Nước, các làng nghề đá Ninh Vân, thêu Văn Lâm, hoa Ninh Phúc và cũng là nơi bảo tồn nhiều di sản văn hóa phi vật thể như: chèo, xẩm, hát văn,...

## Giao thông
Huyện Hoa Lư có tuyến đường cao tốc Cao Bồ – Mai Sơn và đường cao tốc Mai Sơn – Quốc lộ 45 đi qua. Hoa Lư có ưu thế về giao thông cả về thủy, bộ và sắt với vị trí nằm giữa thành phố Ninh Bình và thành phố Tam Điệp. Trên địa bàn huyện có các tuyến đường quan trọng như: Quốc lộ 1, Quốc lộ 38B, Đại lộ Tràng An đi qua.

## Kết nghĩa
Huyện Vĩnh Lợi, tỉnh Bạc Liêu

## Hình ảnh

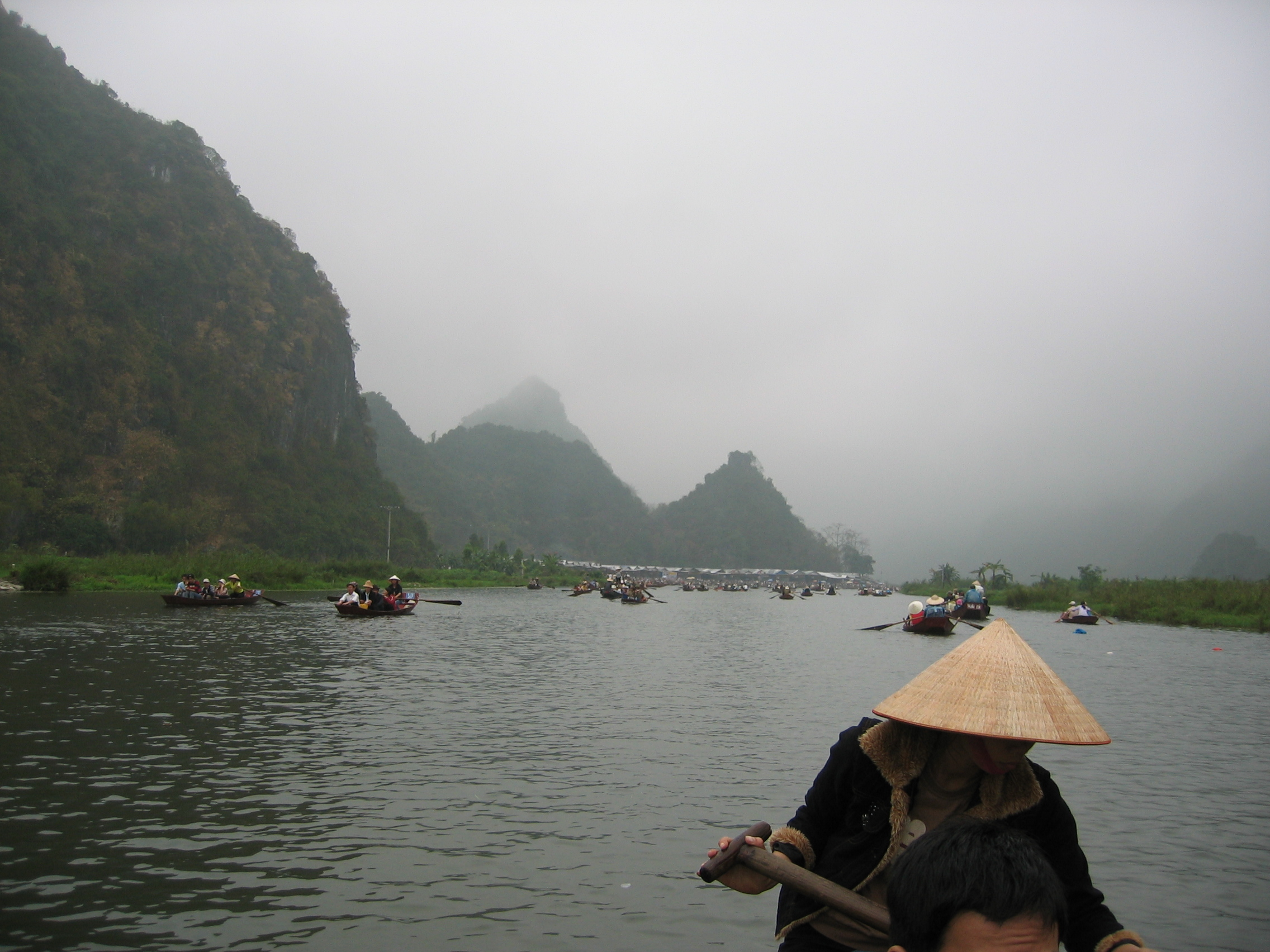
Tam Cốc vào xuân
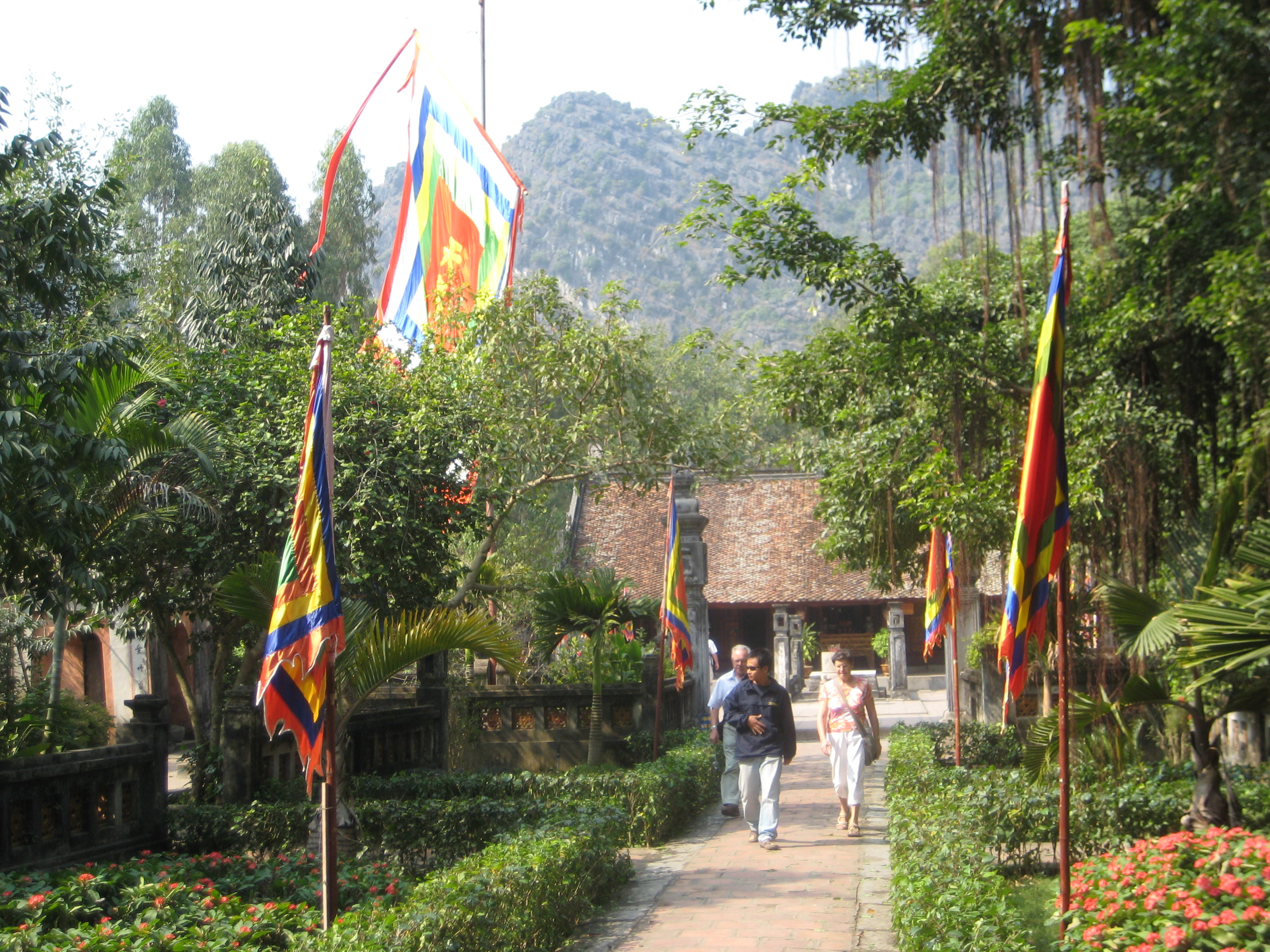
đền Vua Lê Đại Hành
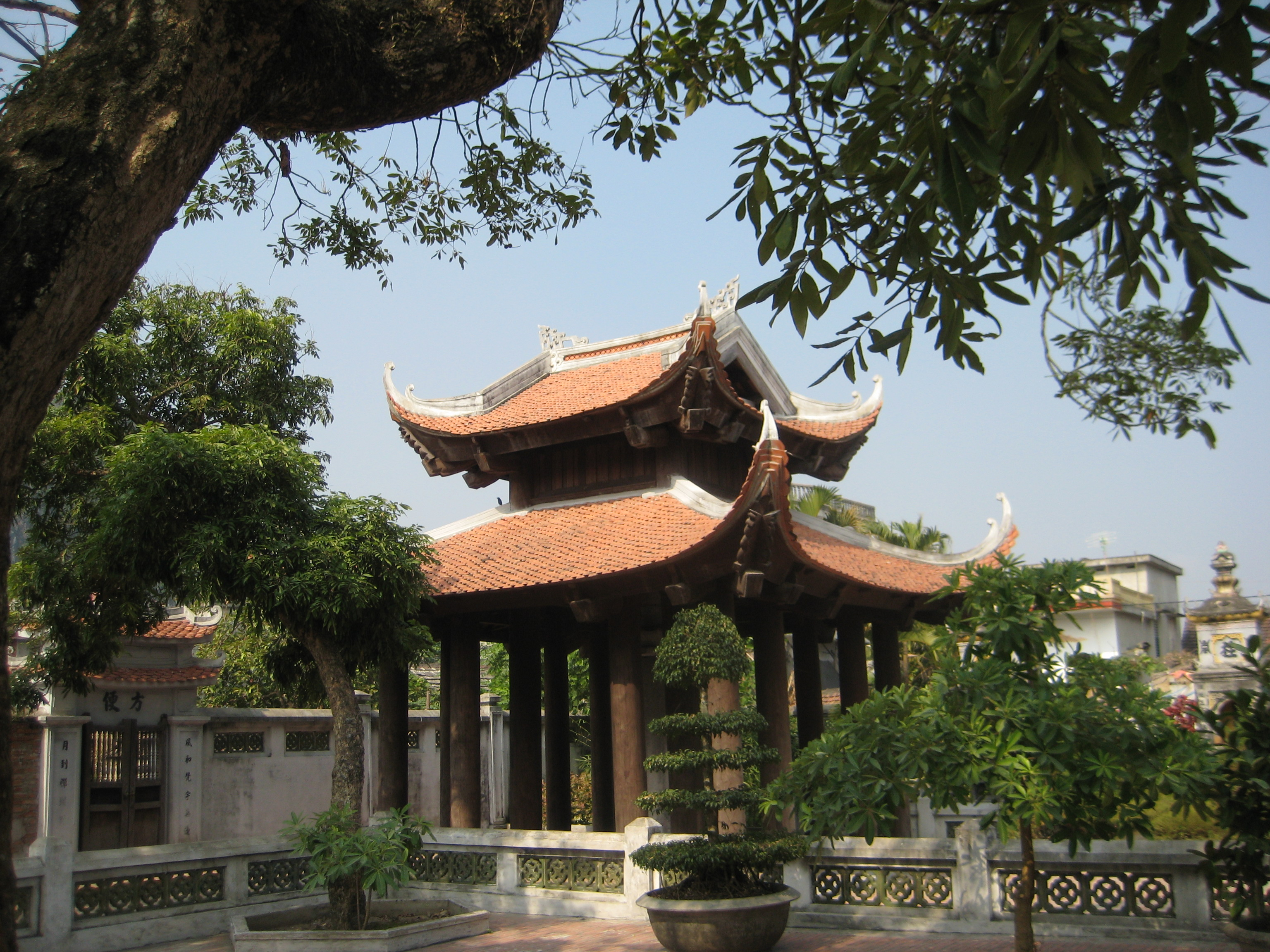
Chùa Nhất Trụ
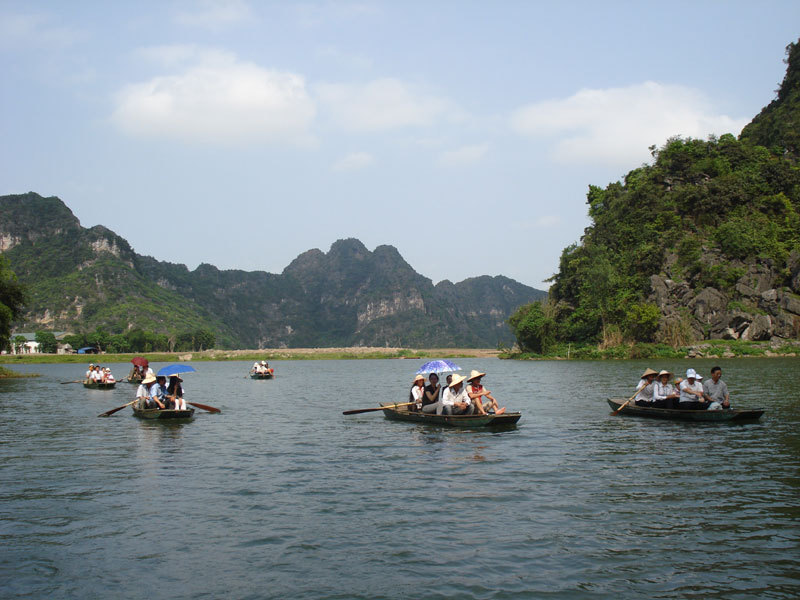
Khu du lịch Tràng An
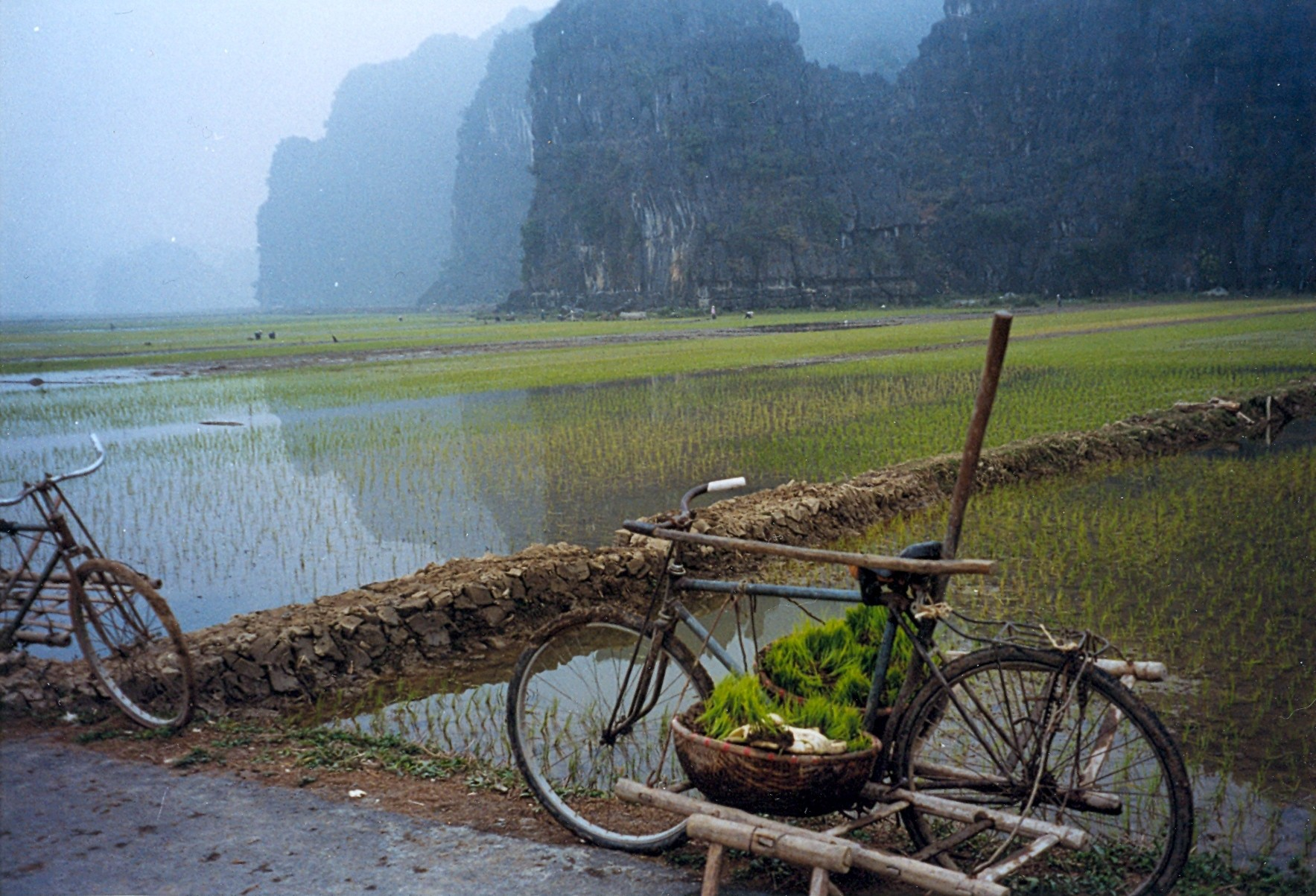
Ruộng trũng dưới chân núi